# One Touch of Nature (film 1911)
One Touch of Nature  è un cortometraggio muto del 1911 diretto da Laurence Trimble.

## Produzione
Il film fu prodotto dalla Vitagraph Company of America.

## Distribuzione
Distribuito dalla General Film Company, il film - un cortometraggio in una bobina - uscì nelle sale cinematografiche USA l'11 dicembre 1911. Non si conoscono copie ancora esistenti della pellicola che viene considerata presumibilmente perduta.